# ويس ماثيوز
ويس ماثيوز (بالإنجليزية: Wes Matthews)‏ مواليد 24 أغسطس 1959 في ساراسوتا، هو لاعب كرة سلة محترف أمريكي معتزل بدأ مسيرته الاحترافية في سنة 1980 حيث تم اختياره من قبل فريق واشنطن ويزاردز خلال الدرافت، وحمل الرقم 1 و14. يبلغ طوله 6 قدم 1 بوصة (1.9 م). اعتزل اللعب في 1998.

## فرق لعب لها
- واشنطن ويزاردز
- أتلانتا هوكس
- فيلادلفيا سفنتي سيكسرز
- شيكاغو بولز
- سان أنطونيو سبرز
- لوس أنجلوس ليكرز
- بالاكانسترو فاريزي

## روابط خارجية
- ويس ماثيوز على موقع إن بي أي (الإنجليزية)
- ويس ماثيوز على موقع سبورتس رفرنس (الإنجليزية)
- ويس ماثيوز على موقع كرة السلة الأوروبية.كوم (الإنجليزية)
- ويس ماثيوز على موقع كلية كرة السلة في سبورتس رفرنس.كوم (الإنجليزية)
- ويس ماثيوز على موقع ريلجم (الإنجليزية)
- ويس ماثيوز على موقع بروبوليرز (الإنجليزية)